# Leszek van Dobrzyń
Leszek van Dobrzyń (circa 1302 - voor 10 juli 1316) was van 1312 tot aan zijn dood medehertog van Dobrzyń. Hij behoorde tot de Koejavische tak van het huis Piasten.

## Levensloop
Leszek was de oudste zoon van hertog Ziemovit van Dobrzyń uit diens huwelijk met Anastasia, dochter van koning Leo I van Galicië.
Na de dood van zijn vader in 1312 erfden Leszek en zijn minderjarige broers Wladislaus en Bolesław het hertogdom Dobrzyń. Aangezien de jongens nog niet in staat waren om zelfstandig te regeren, werden ze onder het regentschap van hun moeder en hun oom, de Poolse groothertog Wladislaus de Korte geplaatst. In juli 1316 werd zijn broer Wladislaus volwassen verklaard en nam hij de voogdij over zijn jongere broer Bolesław op zich. Op dat moment was Leszek al overleden.